# Megachile incerta

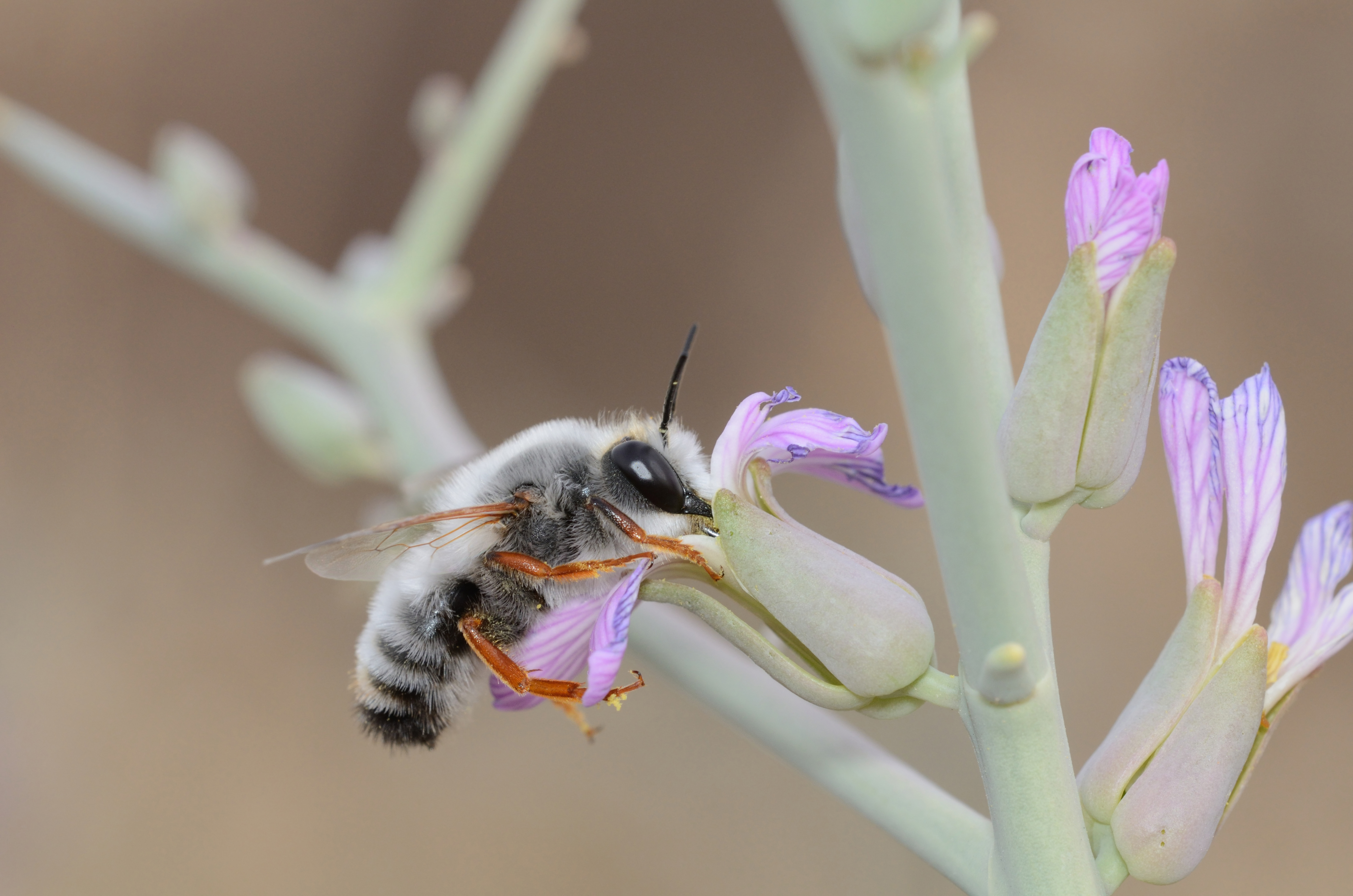

Megachile incerta là một loài Hymenoptera trong họ Megachilidae. Loài này được Radoszkowski mô tả khoa học năm 1876.